# Spongano
Spongano is een gemeente in de Italiaanse provincie Lecce (regio Apulië) en telt 3850 inwoners (31-12-2004). De oppervlakte bedraagt 12,1 km², de bevolkingsdichtheid is 318 inwoners per km².

## Demografie
Spongano telt ongeveer 1415 huishoudens. Het aantal inwoners daalde in de periode 1991-2001 met 0,9% volgens cijfers uit de tienjaarlijkse volkstellingen van ISTAT.
| Jaar | Inwoneraantal |
| ---- | ------------- |
| 1991 | 3850          |
| 2001 | 3814          |

## Geografie
Spongano grenst aan de volgende gemeenten: Andrano, Diso, Ortelle, Poggiardo, Surano.